# Alexander Carlsson
Fredrik Wilhelm Alexander Carlsson, född 18 april 1846 i Stockholm, död 13 november 1878 i Rom, var en svensk skulptör.
Han var son till snickarmästaren Carl Wilhelm Carlsson och Clara Teodora Sandberg. Carlsson studerade vid Konstakademien i Stockholm 1865-1871 och fick samtidigt privat undervisning av Johan Peter Molin. Han reste till Rom 1872 och kom att bli kvar där fram till sin död. Efter ankomsten till Rom drogs han länge med ekonomiska bekymmer och fick för sin försörjning hugga kopior efter antika skulpturer varav ett flertal finns vid Göteborgs konstmuseum. Till slut fick han uppmuntran och en beställning av Gabriel Heyman i Göteborg på gipsfrisen Baldersbränna som skulle utsmycka Heymans fastighet. Denna fris som blev färdig i Rom 1877 räknas som Carlssons främsta arbete, den beskriver Balders likfärd i ett formspråk som bygger på studiet av antika reliefer, och han har skapat en dekorativ helhet som är fylld med fyndiga detaljer. Hans mest kända verk är Vas med dansande bacchanter i brons som ställdes ut på världsutställningen i Paris 1878 och som inköptes av Pontus Fürstenberg. En replik av detta verk finns vid Nationalmuseum i Stockholm. Hans sista verk var skissen Loke fjättras av gudarna som påträffades efter hans död. Den färdigställdes tack vare en privatperson, som bekostade bronsgjutningen. Detta verk finns numera i Nationalmuseums samlingar. Carlsson är väl representerad vid Göteborgs konstmuseum med flera arbeten.